# تورکوویتسه، استان لهستان بزرگ‌تر
تورکویک، استان بزرگتر لهستان (به لاتین: Turkowice, Greater Poland Voivodeship) یک منطقهٔ مسکونی در لهستان است که در Gmina Turek واقع شده‌است.

## خصوصیات
تورکویک ۷۷۶ نفر جمعیت دارد.